# Lista de filmes com temática LGBT de 2006
Esta é uma lista de filmes que contém personagens e/ou temática lésbica, gay, bissexual, ou transgênera lançados em 2006.
| Título                                                              | Diretor                                                        | País                                | Gênero                                     | Elenco | Anotações |
| ------------------------------------------------------------------- | -------------------------------------------------------------- | ----------------------------------- | ------------------------------------------ | --- | --- |
| 18.15 Uhr ab Ostkreuz                                               | Jörn Hartmann                                                  | Alemanha                            | Comédia                                    | Ades Zabel, Andreja Schneider, Dieter Bach, Pedro Sobisch, Bob Schneider, Stefan Kuschner                                                | Uma professora aposentada testemunha um assassinato brutal, mas a polícia acha que ela está senil, então ela tenta resolver o caso sozinha                         |
| 20,13 Purgatório                                                    | Joaquim Leitão                                                 | Portugal                            | Romance, Drama                             | Marco d'Almeida, Carla Chambel, Maya Booth, Nuno Nunes, Ivo Canelas, Júlio César                                                         | |
| 46-okunen no koi (46億年の恋)                                       | Takashi Miike                                                  | Japão                               | Drama                                      | Ryuhei Matsuda, Masanobu Andō, Shunsuke Kubozuka, Kiyohiko Shibukawa, Jo Kanamori, Kenichi Endō                                          | Um menino confessa ter matado outro em um centro de detenção juvenil                                                                                               |
| 533 Statements                                                      | Tori Foster                                                    | Canadá                              | Documentário                               | | A diretora viaja pelas cidades do Canadá entrevistando várias mulheres lésbicas, trans, e bissexuais                                                               |
| 5ive Girls                                                          | Warren P. Sonoda                                               | Canadá                              | Terror                                     | Ron Perlman, Amy Lalonde, Terra Vnesa, Barbara Mamabolo, Krysta Carter, Jordan Madley                                                    | trad. Demônios Cinco garotas são enviadas a um reformatório, onde descobrem que possuem poderes e devem enfrentar um demônio                                       |
| Absolute Wilson                                                     | Katharina Otto-Bernstein                                       | EUA                                 | Documentário                               | Robert Wilson, Arnold Aronson, Robin Brentano, David Byrne, William S. Burroughs, Charles Fabius                                         | Uma homenagem ao famoso cenografista Robert Wilson |
| Acredite, um Espírito Baixou em Mim                                 | Jorge Moreno                                                   | Brasil                              | Comédia                                    | Ílvio Amaral, Maurício Canguçu, Marília Pêra, Arlete Salles, Cláudia Mauro, Nelson Freitas                                               | O fantasma de um homem gay se recusa a ascender e fica na Terra, onde se apaixona pelo homem de seus sonhos e possui o melhor amigo deste                          |
| Agua                                                                | Verónica Chen                                                  | Argentina, França                   | Drama                                      | Rafael Ferro, Nicolás Mateo, Jimena Anganuzzi, Leonora Balcarce, Gloria Carrá, Pablo Testa                                               | Um nadador falsamente acusado de doping retorna às competições 8 anos depois, e se aproxima de um jovem que tenta entrar para o time nacional                      |
| Akiba                                                               | Yûichi Onuma                                                   | Japão                               | Drama                                      | Nonami Takisawa, Ayaka Maeda, Mitsuyoshi Shinoda, Koji Iwagawa, Junichi Gamou, Yuko Nakamura                                             | [ 8 ] |
| All Aboard! Rosie’s Family Cruise                                   | Shari Cookson                                                  | EUA                                 | Documentário                               | Pam Elliott, Judy Gold, Megan Jacoby, Kelli O'Donnell, Rosie O'Donnell, Jane Skorina                                                     | Segue a primeira viagem de um cruzeiro exclusivo para famílias LGBT                                                                                                |
| Almost Myself                                                       | Tom Murray                                                     | EUA                                 | Documentário                               | T. Joe Murray, Rosalyne Blumenstein, Kate Bornstein                                                                                      | Focado em mulheres em seus 40 anos que procuram a cirurgia de redesignação sexual                                                                                  |
| Les Amants du Flore                                                 | Ilan Duran Cohen                                               | França                              | Biográfico, Drama                          | Anne Mouglais, Lorànt Deutsch, Caroline Sihol, Kal Weber, Clémence Poésy                                                                 | trad. Os Amantes do Café Flore Telefilme sobre Simone de Beauvoir e Jean-Paul Sartre, explora a bissexualidade da escritora                                        |
| American Dreamz                                                     | Paul Weitz                                                     | EUA                                 | Comédia                                    | Hugh Grant, Dennis Quaid, Mandy Moore, Marcia Gay Harden, Chris Klein, Jennifer Coolidge                                                 | |
| Andy Warhol: A Documentary Film                                     | Ric Burns                                                      | EUA                                 | Documentário                               | Laurie Anderson, Irving Blum, Salvador Dali, Candy Darling, Donna De Salvo, Bob Dylan                                                    | Com 4 horas de duração, examina a vida do artista Andy Warhol |
| Anger Me                                                            | Elio Gelmini                                                   | Canadá                              | Documentário                               | Kenneth Anger, Jonas Mekas | Uma entrevista com o diretor avant-garde Kenneth Anger |
| Les Anges exterminateurs                                            | Jean-Claude Brisseau                                           | França                              | Drama, Erótico                             | Frédéric van den Driessche, Maroussia Dubreuil, Lise Bellynck, Marie Allan, Sophie Bonnet                                                | trad. Os Anjos Exterminadores Um cineasta faz um teste de elenco procurando atrizes para seu thriller focado no prazer feminino                                    |
| Angora Ranch                                                        | Paul Bright                                                    | EUA                                 | Romance, Drama                             | Kyle Evans, Paul Bright | Um jovem tem um acidente de carro em frente à casa de um homem mais velho que o ajuda                                                                              |
| Animals ferits                                                      | Ventura Pons                                                   | Espanha                             | Drama                                      | José Coronado, Aitana Sánchez-Gijón, Cecilia Rossetto, Marc Cartes, Cristina Plazas                                                      | [ 16 ] |
| Another Gay Movie                                                   | Todd Stephens                                                  | EUA                                 | Comédia                                    | Michael Carbonaro, Jonah Blechman, Jonathan Chase, Mitch Morris, Ashlie Atkinson                                                         | |
| The Architect                                                       | Matt Tauber                                                    | EUA                                 | Crime, Drama, Romance                      | Anthony LaPaglia, Viola Davis, Isabella Rossellini, Hayden Panettiere, Sebastian Stan                                                    | Um arquiteto entra em conflito com uma ativista que mora em um perigoso complexo que ele criou                                                                     |
| Art School Confidential                                             | Terry Zwigoff                                                  | EUA                                 | Comédia, Drama                             | Max Minghella, Sophia Myles, John Malkovich, Anjelica Huston, Jim Broadbent, Matt Keeslar                                                | Baseado nos quadrinhos homônimos de Daniel Clowes |
| Asi Del Precipicio                                                  | Teresa Suárez                                                  | México                              | Drama                                      | Ana de la Reguera, Ingrid Martz, Gabriela Platas, Daniel Vives, Anna Ciocchetti, Alejandro Nones                                         | Três amigas que dividem apartamento enfrentam as mesmas incertezas sobre o futuro                                                                                  |
| Atos dos Homens                                                     | Kiko Goifman                                                   | Brasil, Alemanha, Países Baixos     | Documentário                               | | Sobre os sobreviventes da Chacina da Baixada e outros massacres brasileiros                                                                                        |
| Avril                                                               | Gérald Hustache-Mathieu                                        | França                              | Drama, Comédia                             | Sophie Quinton, Miou-Miou, Nicolas Duvauchelle, Clément Sibony, Richaud Valls, Geneviève Casile                                          | trad. Irmã da Liberdade Uma noviça órfã criada no convento descobre que tem um irmão gêmeo e decide procurá-lo antes de fazer seus votos                           |
| Azuloscurocasinegro                                                 | Daniel Sánchez Arévalo                                         | Espanha                             | Drama                                      | Quim Gutiérrez, Marta Etura, Antonio de la Torre, Raúl Arévalo                                                                           | trad. Azul Escuro Quase Preto |
| Bacon’s Arena                                                       | Adam Low                                                       | Reino Unido                         | Documentário                               | Francis Bacon, Peter Beard, Paul Danquah, Daniel Farson, David Sylvester, David Warner                                                   | Um retrato do pintor francês Francis Bacon |
| Bañeros III, Todopoderosos                                          | Rodolfo Ledo                                                   | Argentina                           | Comédia                                    | Pamela David, Emilio Disi, Guillermo Francella, Pablo Granados, Pachu Pena                                                               | Três amigos em um resort tentam impedir que uma gangue crie uma poção que manipularia os desejos das pessoas                                                       |
| Bareback ou La guerre des sens                                      | Paul Vecchiali                                                 | França                              | Romance, Drama                             | Yves Réjasse, Paul Vecchiali, Frédéric Norbert, Sydney Ferreira, Mehdi Hachemi, Serge Feuillard                                          | Um cinéfilo encontra seu cineasta favorito e os dois começam um projeto, e algo mais, juntos                                                                       |
| Basic Instinct 2                                                    | Michael Caton-Jones                                            | EUA, Alemanha, Reino Unido, Espanha | Suspense, Erótico                          | Sharon Stone, David Morrissey, Charlotte Rampling, David Thewlis                                                                         | |
| Beastly Boyz                                                        | David Decoteau                                                 | EUA                                 | Terror                                     | Sebastian Gacki, Emrey Wright, Charlie Marsh, Andrew Butler, Dean Hrycan, Tyler Burrows                                                  | |
| Beautiful Daughters                                                 | Josh Aronson                                                   | EUA                                 | Documentário                               | Calpernia Addams, Christine Beatty, Lynn Conway, Verba Deo                                                                               | Com a assistência de Eve Ensler e Jane Fonda, um grupo de mulheres trans encena Os Monólogos da Vagina                                                             |
| Berbagi Suami                                                       | Nia Dinata                                                     | Indonésia                           | Drama                                      | Jajang C. Noer, Shanty, Dominique Agisca Diyose, El Manik, Tio Pakusadewo, Lukman Sardi                                                  | |
| Bernard and Doris                                                   | Bob Balaban                                                    | EUA                                 | Biográfico, Comédia, Drama                 | Susan Sarandon, Ralph Fiennes, Peter Asher, Don Harvey, Chris Bauer, Monique Gabriela Curnen                                             | trad. Bernard e Doris - O Mordomo e a Milionária Vagamente baseado no relacionamento entre Doris Duke e seu mordomo gay                                            |
| Beyond Conception                                                   | Johnny Symons                                                  | EUA                                 | Documentário                               | | Sobre um casal gay, e a doadora de óvulos e a barriga de aluguel lésbica que os ajudam a construir uma família                                                     |
| Big Dreams in Little Hope                                           | Erin Greenwell                                                 | EUA                                 | Comédia                                    | Julie Goldman, Emily A. Burton, Emma Bowers, Sandy Cleary, Elizabeth Dahmen, Tom Epstein                                                 | Também conhecido como Mom Uma mulher é enviada à uma cidadezinha para conduzir uma pesquisa de mercado, acompanhada por uma operadora de câmera                    |
| Binibining K                                                        | Joven Tan                                                      | Filipinas                           | Comédia, Romance                           | Keanna Reeves, Troy Montero, Jimmy Santos, Dennis Padilla, Marissa Delgado, Candy Pangilinan                                             | [ 29 ] |
| The Birthday                                                        | Negin Kianfar, Daisy Mohr                                      | Países Baixos                       | Documentário                               | | Segue uma jovem mulher trans iraniana em sua busca pela cirurgia de redesignação sexual                                                                            |
| Black Beulahs                                                       | Fanney Tsimong                                                 | África do Sul                       | Documentário                               | Justin Elliot, Craig Lingfoot, Joseph Matlala, Vusi Mduli, Clinton Shaukoff                                                              | Explora as vidas de três amigos vivendo desconhecido mundo gay de Soweto                                                                                           |
| The Black Dahlia                                                    | Brian De Palma                                                 | EUA, Alemanha                       | Suspense, Drama                            | Josh Hartnett, Scarlett Johansson, Aaron Eckhart, Hilary Swank                                                                           | |
| Bob and Jack’s 52-Year Adventure                                    | Stu Maddux                                                     | EUA                                 | Documentário                               | Bob Claunch, Jack Reavley | Sobre o romance entre dois soldados que se conheceram à 52 anos atrás e deixaram o exército para ficarem juntos                                                    |
| O Bom Pastor                                                        | Robert De Niro                                                 | EUA                                 | Suspense, Drama                            | Matt Damon, Angelina Jolie, William Hurt, Alec Baldwin, Robert De Niro, Billy Crudup                                                     | |
| The Book Club                                                       | Amanda Tremblay                                                | EUA                                 | Comédia                                    | Cicely Mendoza, Jami Horner, Craig Klugman, Shawn Spencer, Jenifer Crenshaw, Cheryl Sitton                                               | Uma mulher recomenda um livro lésbico para seu clube do livro composto por socialites héterossexuais                                                               |
| Boy Culture                                                         | Q. Allan Brocka                                                | EUA                                 | Drama                                      | Derek Magyar, Darryl Stephens, Patrick Bauchau                                                                                           | trad. O Sexo Não Compra o Amor Segue uma família não-convencional composta por três lindos colegas de quarto                                                       |
| Boy I Am                                                            | Sam Feder, Julie Hollar                                        | EUA                                 | Documentário                               | Elizabeth Cline, Lucey Cummins, Judith Halberstam, Imani Henry, Jennifer Hoffman                                                         | Mostra a transfobia na comunidade lésbica ao seguir três homens passando por sua transição de gênero                                                               |
| Boy in a Bathtub                                                    | Maria Beatty                                                   | EUA                                 | Experimental                               | Clyde Baldo, Brandon Ruckdashel, Lynn Mancinelli, Olja Hrustic, Alana Jackler, Fei Fei                                                   | [ 36 ] |
| Boys Love (ボーイズ・ラブ)                                          | Kôtarô Terauchi                                                | Japão                               | Drama                                      | Yoshikazu Kotani, Takumi Saitoh, Hiroya Matsumoto, Masahi Taniguchi                                                                      | trad. Meninos Aprendendo a Amar O editor de uma revista entrevista e se apaixona por um jovem modelo                                                               |
| Brand Upon the Brain! A Remembrance in 12 Chapters                  | Guy Maddin                                                     | Canadá                              | Experimental                               | Gretchen Krich, Sullivan Brown, Maya Lawson, Katherine E. Scharhon, Todd Moore, Andrew Loviska                                           | O diretor retorna ao lar da sua infância, uma pequena ilha onde seus pais gerenciavam um orfanato                                                                  |
| Bubot Niyar                                                         | Tomer Heymann                                                  | Israel, EUA, Suíça                  | Documentário                               | Salvador "Sally" Camatoy, Francisco "Cheska" P. Ortiz Jr., Toran "Jan" Jacob Libas, Efrenito "Nits" Manalili, Jose "Neil" T. Datinguinoo | trad. Bonecas de Papel Cinco mulheres trans filipinas trabalham como enfermeiras de homens idosos judeus ortodóxos em Tel Aviv                                     |
| La buena voz                                                        | Antonio Cuadri                                                 | Espanha                             | Drama                                      | Mikel Albisu, Félix Arcarazo, Klara Badiola, Ana Lucía Billate, Helena Dueñas, Biel Durán                                                | Explora a relação entre um homem e o filho gay que ele não sabia que tinha                                                                                         |
| Bug                                                                 | William Friedkin                                               | EUA                                 | Terror, Ficção Científica, Suspense        | Ashley Judd, Michael Shannon, Harry Connick Jr., Lynn Collins, Brían F. O'Byrne, Neil Bergeron                                           | |
| Bulldog in the White House                                          | Todd Verow                                                     | EUA                                 | Drama                                      | Theodore Bouloukos, Michael Burke, Jono Mainelli, Bryan Safi, Todd Verow                                                                 | Um prostituto ganha acesso à elite política através da sedução |
| Bummm!                                                              | Alain Gsponer                                                  | Alemanha                            | Drama                                      | Katja Riemann, Ulrich Noethen, Hannah Herzsprung, Josef Mattes, Volker Bruch                                                             | O caos implode em duas famílias |
| Caffeine                                                            | John Cosgrove                                                  | Reino Unido                         | Comédia                                    | Mike Vogel, Breckin Meyer, Mena Suvari, Marsha Thomason, Katherine Heigl                                                                 | |
| Un camion en réparation                                             | Arnaud Simon                                                   | França                              | Comédia, Drama                             | Pierre Moure, Antoine Régent, Edith Scob, Aline Le Berre                                                                                 | Um universitário seduz um homem um pouco mais velho do vilarejo onde ele passa o verão                                                                             |
| Camp Out                                                            | Larry Grimaldi, Kirk Marcolina                                 | EUA                                 | Documentário                               | Allison, Lauren Busey, Christine, Brad Froslee                                                                                           | 10 campistas vão ao primeiro acampamento de verão cristão para a juventude gay                                                                                     |
| Candy                                                               | Neil Armfield                                                  | Austrália                           | Drama                                      | Heath Ledger, Abbie Cornish, Geoffrey Rush                                                                                               | |
| Cannibal                                                            | Marian Dora                                                    | Alemanha                            | Biográfico, Drama, Terror                  | Carsten Frank, Victor Brandl, Manoush, Carina Palmer                                                                                     | Um encenamento macabro da história real de Armin Meiwes, o 'canibal de Rotemburgo'                                                                                 |
| El carnaval de Sodoma                                               | Arturo Ripstein                                                | México                              | Drama                                      | Marta Aura, María Barranco, Alejandro Camacho, Carlos Chávez, Carlos Cobos                                                               | Residentes de um bordel correm para arrumar fantasias para o carnaval                                                                                              |
| Celui qui aime a raison                                             | Arnold Pasquier                                                | França                              | Drama                                      | Marcos Gallon, Osmar Zampieri, Walmir Pavam                                                                                              | Três homens tem uma amorosa relação poliamorosa, mas tudo muda quando um deles desaparece misteriosamente                                                          |
| Chacun sa nuit                                                      | Jean-Marc Barr, Pascal Arnold                                  | França                              | Drama                                      | Lizzie Brocheré, Arthur Dupont, Guillaume Baché, Pierre Perrier, Nicolas Nollet, Valérie Mairesse                                        | trad. Um para o Outro Irmão e irmã partilham uma relação íntima entre si e seu grupo de amigos                                                                     |
| El cielo dividido                                                   | Julián Hernández                                               | México                              | Romance, Drama                             | Miguel Ángel Hoppe, Fernando Arroyo, Alejandro Rojo, Ignacio Pereda, Klaudia Aragon                                                      | trad. O Céu Dividido Um triângulo amoroso entre três jovens gays                                                                                                   |
| Change of Life                                                      | Amy McClung                                                    | EUA                                 | Drama, Fantasia                            | Ari Bavel, Brooke Daniels, Jennifer Davis, Denny Dey, Sonny Gaitan                                                                       | Um pastor homofóbico pede a Deus para impedir o suicídio de sua filha lésbica e é enviado à dois dias antes no corpo de um homem gay                               |
| Changing Spots                                                      | Susan Turley                                                   | EUA                                 | Drama                                      | Lane West, Danielle Egnew, Larrs Jackson, Rife Sibley, Charley Rossman                                                                   | Logo quando consegue um papel importante e sua parceira engravida, a vida de uma ex-atriz mirim é ameaçada por seu passado                                         |
| Cheonhajangsa Madonna (천하장사 마돈나)                             | Lee Hae-jun, Lee Hae-young                                     | Coreia do Sul                       | Drama                                      | Ryu Deok-hwan, Baek Yoon-sik, Lee Eon | Também conhecido como Like a Virgin Uma estudante trans vivendo com seu pai abusivo trabalha meio-período para poder pagar por sua cirurgia de redesignação sexual |
| Le ciel sur la tête                                                 | Régis Musset                                                   | França                              | Comédia                                    | Charlotte de Turckheim, Bernard Le Coq, Arnaud Binard, Olivier Guéritée, Franck de la Personne                                           | trad. O Céu Cai em Nossa Cabeça Depois de se mudar com o namorado, um homem se assume para seus pais aparentemente liberais                                        |
| Classées XY                                                         | Nina da Silva                                                  | França                              | Documentário                               | | A transsexualidade explicada através de retratos e entrevistas |
| Un coeur sauvage                                                    | Christophe Botti, Stephane Botti                               | França                              | Drama, Romance                             | Julien Alluguette, Violaine Brebion, Edouard Collin                                                                                      | Um adolescente luta com sua sexualidade e seus sentimentos por seu amigo                                                                                           |
| Coffee Date                                                         | Stewart Wade                                                   | EUA                                 | Comédia, Romance                           | Jonathan Bray, Wilson Cruz, Jonathan Silverman, Sally Kirkland, Elaine Hendrix                                                           | trad. Encontro no Café A vida de um homem foge de controle quando sua amizade inesperada com um cara gay faz todos assumirem que ele também é gay                  |
| Colma: The Musical                                                  | Richard Wong                                                   | EUA                                 | Musical, Drama, Comédia                    | Jake Moreno, H.P. Mendoza, L.A. Renigen, Sigrid Sutter, Larry Soriano, Brian Raffi                                                       | [ 57 ] |
| Combat                                                              | Patrick Carpentier                                             | Bélgica                             | Drama, Romance                             | Léo Joris, Tomas Matauko | Um cine-diário de 3 partes sobre intimidade, sensualidade, e desejo                                                                                                |
| Come December                                                       | Faisal Saif                                                    | Índia                               | Drama                                      | Sunil Pal, Jaipreet Nagra, Bobby Darling, Milind Gunaji, Nirvasha Jithoo, Arun Bakshi                                                    | Um cineasta que acredita ser soropositivo decide fazer um filme sobre homens gays soropositivos                                                                    |
| Comme des voleurs (à l'est)                                         | Lionel Baier                                                   | Suíça                               | Comédia, Romance                           | Lionel Baier, Natacha Koutchoumov, Alicja Bachleda-Curuś, Stéphane Rentznik, Bernabé Rico, Luc Andrié                                    | Um homem gay com um parceiro e uma família que o aceita se casa com uma imigrante polonesa para salvá-la da deportação                                             |
| Compound                                                            | Will Fredo                                                     | Filipinas                           | Suspense, Drama                            | John Arcilla, Janet Russ, Jake Macapagal, Liza Diño, Joan Palisoc, Perry Escaño                                                          | [ 61 ] |
| Confetti                                                            | Debbie Isitt                                                   | Reino Unido                         | Comédia, Romance                           | Martin Freeman, Jessica Hynes, Stephen Mangan, Meredith MacNeill, Robert Webb, Olivia Colman                                             | trad. Um Casamento Original Mocumentário que segue três casais lutando pelo título de 'casamento mais original do ano'                                             |
| The Conrad Boys                                                     | Justin Lo                                                      | EUA                                 | Drama                                      | Justin Lo, Booboo Stewart, Nick Bartzen, Barry Shay, Bart Shattuck, Bruce Blauer                                                         | Após a morte de seus pais, um jovem larga seus planos para a faculdade para cuidar de seu irmão mais novo                                                          |
| Consequences                                                        | Stephen Stahl                                                  | EUA                                 | Suspense                                   | Evy Bjorn, Ernest E. Brown, Christopher Glenn Cannon, Marques Chaney, Dave Cooperman                                                     | Segue as vidas de um grupo de amigos, primeiro aos 18 anos de idade, depois aos 40                                                                                 |
| Container                                                           | Lukas Moodysson                                                | Suécia                              | Experimental, Drama                        | Jena Malone, Peter Lorentzon, Mariha Åberg                                                                                               | [ 65 ] |
| Contadora is for Lovers                                             | Jorge Ameer                                                    | EUA                                 | Drama, Romance                             | Vincent De Paul, Tony Sago, Christina Antelo, Jorge Ameer                                                                                | Um triângulo amoroso entre um casal em sua lua de mel e seu anfitrião no Panamá                                                                                    |
| Cowboy Junction                                                     | Gregory Christian                                              | EUA                                 | Drama, Erótico                             | Gregory Christian, Elyse Mirto, James Michael Bobby, Matt Austin                                                                         | Um advogado casado contrata um faz-tudo |
| Creatures from the Pink Lagoon                                      | Chris Diani                                                    | EUA                                 | Comédia, Terror                            | Nick Garrison, Lowell Deo, Evan Mosher, Philip D. Clarke                                                                                 | Em 1967, um grupo de amigos tem que se defender contra uma horda de zumbis gays criados por acidente em uma usina nuclear                                          |
| Cruel and Unusual                                                   | Janet Baus, Dan Hunt, Reid Williams                            | EUA                                 | Documentário                               | Ophelia De'lonta, Ashley Thomas, Anna Connelly                                                                                           | Mostra a realidade de mulheres trans dentro do sistema prisional americano                                                                                         |
| Cuppen                                                              | Rolie Nikiwe, Allan Gustafsson                                 | África do Sul, Suécia               | Crime, Ação, Drama                         | Alexander Skarsgård, Wandile Molebatsi, David Boati, Matli Mohapeloa                                                                     | Dois adolescentes, um sul-africano e o outro sueco, que se conheceram durante a Copa Gothia de 1999 se reencontram 6 anos depois                                   |
| The Curiosity of Chance                                             | Russell P. Marleau                                             | Bélgica, EUA                        | Comédia                                    | Tad Hilgenbrink, Brett Chukerman, Aldevina Da Silva, Pieter Van Nieuwenhuyze, Chris Mulkey                                               | Um adolescente gay excêntrico vira o alvo dos valentões de sua nova escola                                                                                         |
| Curious                                                             | Jamie Hendrix                                                  | Austrália                           | Drama, Romance                             | Tristan Hamilton, Libby Butler | Um homem questiona sua decisão de se casar e vai parar em uma boate gay                                                                                            |
| Cut Sleeve Boys                                                     | Ray Yeung                                                      | Hong Kong, Reino Unido              | Comédia, Romance                           | Chowee Leow, Steven Lim, Gareth Rhys Davis, Neil Collie, Michelle Lee                                                                    | |
| Dang wo men tong zai yi qi (当我们同在一起)                         | Jong-jong Yu                                                   | Taiwan                              | Comédia, Drama                             | Josephine A. Blankstein, Chen-Kang Tang, Yu Fa Yang                                                                                      | Um homem apaixonado por seu melhor amigo entra para um concurso de beleza gay                                                                                      |
| Dasepo sonyo (다세포 소녀)                                          | E J-yong                                                       | Coreia do Sul                       | Musical, Comédia                           | Kim Ok-vin, Park Jin-woo, Lee Kyeon, Lee Eun-sung, Yoo Gun                                                                               | Baseado no webtoon homônimo de B-rate Dalgung |
| Dead Boyz Don’t Scream                                              | Marc Saltarelli                                                | EUA                                 | Comédia, Terror                            | Christian Mousel, Zachary Vazquez, Victoria Redstall, Monique Parent, Logan Hilyard, Reid Hutchins                                       | Alguém está assassinando os melhores modelos dos Estados Unidos |
| The Dead Girl                                                       | Karen Moncrieff                                                | EUA                                 | Suspense                                   | Brittany Murphy, Toni Collette, Rose Byrne, Josh Brolin, James Franco, Bruce Davison                                                     | A história de uma garota morta, contada em 5 capítulos |
| Le dernier des fous                                                 | Laurent Achard                                                 | França                              | Drama                                      | Julien Cochelin, Annie Cordy, Pascal Cervo, Dominique Reymond, Jean-Yves Chatelais, Thomas Laroppe                                       | trad. O Último dos Loucos Um garoto é forçado a testemunhar o lento e doloroso colápso de sua família                                                              |
| Dirty Laundry                                                       | Maurice Jamal                                                  | EUA                                 | Comédia, Drama                             | Rockmond Dunbar, Loretta Devine, Jenifer Lewis, Terri J. Vaughn, Maurice Jamal, Sommore                                                  | Um homem recebe a visita de um garoto, enviado por sua mãe teimosa, que diz ser seu filho, mas a mulher não sabe que ele é gay                                     |
| Disquiet                                                            | Matthew Doyle                                                  | EUA                                 | Drama                                      | David Tuchman, Matthew Doyle, Brandon Slagle                                                                                             | [ 78 ] |
| La distancia                                                        | Iñaki Dorronsoro                                               | Espanha                             | Suspense                                   | Miguel Ángel Silvestre, José Coronado, Federico Luppi, Belén López                                                                       | Um policial atormentado por sua homossexualidade chantageia um jovem boxeador na prisão para que este mate outro presidiário                                       |
| Distortion                                                          | Kirk Fogg                                                      | EUA                                 | Crime                                      | Kirk Fogg, Sara Lahti, Jack Rubio | Um policial ex-viciado procura por sua namorada raptada |
| The Doctor’s Daughter or The Secret and the Lie                     | Janine Fung                                                    | Canadá                              | Drama                                      | Gillian Frise, Janine Fung, Kenneth Fung                                                                                                 | Duas amigas tem um caso em Trinidad em 1991 |
| East Side Story                                                     | Carlos Portugal                                                | EUA                                 | Comédia, Romance                           | René Alvarado, Steve Callahan, Gladise Jimenez, David Berón, Irene DeBari, Yelyna De Leon                                                | |
| Eating Out 2: Sloppy Seconds                                        | Phillip J. Bartell                                             | EUA                                 | Comédia, Drama                             | Jim Verraros, Emily Brooke Hands, Rebekah Kochan, Brett Chukerman, Marco Dapper, Scott Vickaryous                                        | trad. Comendo Pelas Bordas 2 Uma continuação do filme Eating Out                                                                                                   |
| Eduart                                                              | Angeliki Antoniou                                              | Grécia, Albânia                     | Drama                                      | Eshref Durmishi, André Hennicke, Ndriçim Xhepa, Ermela Teli, Adrian Aziri, Gazmend Gjokaj                                                | |
| Eileen Gray - Einladung Zur Reise                                   | Jörg Bundschuh                                                 | Alemanha                            | Documentário                               | Zeev Aram, Jean-Louis Didieu, Philippe Garner, Pierre-Antoine Gatier, Jennifer Goff, Patrick F. Wallace                                  | Um olhar cronológico na vida de Eileen Gray, artista e arquiteta irlandesa                                                                                         |
| Enough Man                                                          | Luke Woodward                                                  | EUA                                 | Documentário                               | | A perspectiva de nove homens trans sobre imagem corporal, relacionamentos, sexo, e sexualidade                                                                     |
| Erin’s Erotic Nights                                                | Francis Locke                                                  | EUA                                 | Romance, Erótico                           | Crissy Moran, Shyla Stylez, Anita Million, Ernesto Perdomo, Jake Ryan                                                                    | Tendo fantasias sexuais persistentes em situações importunas, uma mulher pede ajuda à sua colega de quarto para se livrar delas                                    |
| Estrellas de la línea                                               | Chema Rodríguez                                                | Guatemala                           | Documentário                               | José Ramón de la Morena | Sobre um time de futebol formado por prostitutas |
| Et + si @ff                                                         | Paul Vecchiali                                                 | França                              | Drama                                      | Françoise Lebrun, Frederic Franzil, Lionel Duroi, Serge Feuillard, Elsa Lepoivre, Mathieu Marie                                          | Também conhecido como En Tout Bien, Tout Bonheur Ambientado no mundo dos encontros gays online                                                                     |
| Eye on the Guy: Alan B Stone & the Age of Beefcake                  | Jean-François Monette, Philip Lewis                            | Canadá                              | Documentário                               | Gérald Desfossés, Ross Higgins, Gwyneth Jones, Gilles Léonard, Mike Mangione, James Milvain                                              | Sobre Alan B. Stone, fotógrafo pioneiro das clássicas imagens de beefcakes                                                                                         |
| Fabulous! The Story of Queer Cinema                                 | Lisa Ades, Lesli Klainberg                                     | EUA                                 | Documentário                               | B. Ruby Rich, John Waters, Jane Lynch, Alan Cumming, Heather Matarazzo, Todd Haynes                                                      | Documenta a história de filmes feitos por, para, ou sobre pessoas queer                                                                                            |
| The Fall of '55                                                     | Seth Randal                                                    | EUA                                 | Documentário                               | | Sobre o escândalo homossexual de Boise, Idaho, que resultou na prisão de 15 homens                                                                                 |
| Fall, Hot Rain                                                      | Matthew Hunt, Adam Revesz                                      | EUA                                 | Drama                                      | Norbert Orlewicz | Um artista gay mostrará suas obras pela primeira vez em uma galeria, mas tem dificuldade em terminar seus quadros                                                  |
| Fat Girls                                                           | Ash Christian                                                  | EUA                                 | Comédia                                    | Ash Christian, Jonathan Caouette, Evan Miller, Ashley Fink, Andres Alfonso Ruzo, Tom Zembrod                                             | Um adolescente que sonha em ser uma estrela da Broadway e ter um namorado conta com a ajuda de sua amiga de 136 kg                                                 |
| Férfiakt                                                            | Károly Esztergályos                                            | Hungria                             | Drama, Romance                             | László Gálffi, Dávid Szabó, Éva Kerekes                                                                                                  | O caso entre um escritor de meia-idade e um jovem prostituto |
| As Filhas da Chiquita                                               | Priscilla Brasil                                               | Brasil                              | Documentário                               | | A bicentenária procissão do Círio de Nazaré é obrigada a conviver com a Festa da Chiquita, o mais tradicional encontro gay do país                                 |
| Les filles du botaniste                                             | Dai Sijie                                                      | França, Canadá                      | Romance, Drama                             | Mylène Jampanoï, Li Xiaoran, Dongfu Lin                                                                                                  | trad. As Filhas do Botânico Uma jovem órfã se apaixona pela solitária filha do renomado botânico que a ensina                                                      |
| Das Flüstern des Mondes                                             | Michael Satzinger                                              | Áustria                             | Ficção Científica, Drama, Comédia, Romance | Franz Robert Ceeh, Mischa Fernbach, Dominik Hartl, Margot Hruby, Rochus Millauer                                                         | Em um futuro distópico, um jovem gay e seu namorado mudo infiltram um circo para filmar um documentário                                                            |
| Follow My Voice: With the Music of Hedwig                           | Katherine Linton                                               | EUA                                 | Documentário                               | Carrie Brownstein, Corin Tucker, Janet Weiss                                                                                             | Os criadores e estrelas do musical Hedwig and the Angry Inch gravam um álbum para um centro da juventude LGBTQ em Nova Iorque                                      |
| For the Love of Dolly                                               | Tai Uhlmann                                                    | EUA                                 | Documentário                               | Harrell Gabehart, Judy Ogle, Patric Parkey, Dolly Parton, Melisa Rastellini, David Schmidli                                              | Segue por um ano as vidas de cinco superfãs da cantora americana Dolly Parton                                                                                      |
| For Your Consideration                                              | Christopher Guest                                              | EUA                                 | Comédia                                    | Catherine O'Hara, Harry Shearer, Parker Posey, Christopher Moynihan, John Michael Higgins, Eugene Levy                                   | trad. Por Trás das Câmeras Mocumentário onde o elenco de um filme ouve rumores de que a performance de um deles será indicada ao Oscar                             |
| Fora da Lei                                                         | Leonor Areal                                                   | Portugal                            | Documentário                               | Helena Maria Mestre Paixão, Teresa Maria Henriques Pires                                                                                 | Duas mulheres viraram notícia nacional ao começar uma campanha para poderem se casar                                                                               |
| Forgiving the Franklins                                             | Jay Floyd                                                      | EUA                                 | Comédia                                    | Teresa Willis, Robertson Dean, Aviva Baumann, Vince Pavia, Mari C. Blackwell, Andy Forrest                                               | Depois de sofrerem um acidente de carro, uma família cristã devota larga suas inibições e descobre sua sexualidade                                                 |
| FTF: Female to Femme                                                | Kami Chisholm, Elizabeth Stark                                 | EUA                                 | Documentário                               | Meliza Banales, Bitch, Veronica C. Combs, Jewelle Gomez, Leslie Mah, Lady Monster                                                        | Celebra a identidade femme |
| Further Off the Straight and Narrow                                 | Katherine Sender                                               | EUA                                 | Documentário                               | | Uma continuação de Off the Straight and Narrow de 1999 Examina as personalidades LGBT na mídia                                                                     |
| Gang chanee gap ee-aep (แก๊งชะนีกับอีแอบ )                              | Yongyooth Thongkongtoon                                        | Tailândia                           | Comédia, Romance                           | Thianchai Chaisawatdee, Meesuk Jaengmeesuk, Patcharasri Benjamas, Ornpreeya Hunsat, Pimolwan Suphayang, Kulnadda Pajchimsawat            | Quatro mulheres acham que sua amiga está prestes a se casar com um homem gay                                                                                       |
| Gay Muslims                                                         | Cara Lavan                                                     | Reino Unido                         | Documentário                               | Adnan Ali, Mufti Barkatulla, Sonia Deol, Anwar Mady, Ibrahim Mogra                                                                       | Mostra como gays e lésbicas muçulmanos tentam conciliar sua religião com sua sexualidade                                                                           |
| Gay Vicars                                                          | Mike Christie, Mike Smith                                      | Reino Unido                         | Documentário                               | Wallace Benn, Sonia Deol, Debbie Gaston, Elaine Gaston, Philip Giddings, Giles Goddard                                                   | Mostra a posição da Igreja Anglicana sobre a homossexualidade |
| Gender Rebel                                                        | Elaine Epstein                                                 | EUA                                 | Documentário                               | | Segue três jovens que se identificam como genderqueer |
| Get a Life                                                          | Toby Ross                                                      | EUA                                 | Comédia                                    | Brian Cambell, Peter Marinelli, Matthew Edwards                                                                                          | Um homem gay pobre procura um namorado hétero |
| Gigil                                                               | Jun Lana                                                       | Filipinas                           | Comédia                                    | Katrina Halili, Alfred Vargas, Say Alonzo, Boom Labrusca, Bianca King, Ketchup Eusebio                                                   | Uma mulher sai de férias depois de ser largada no altar por seu noivo gay                                                                                          |
| A Girl Like Me: The Gwen Araujo Story                               | Agnieszka Holland                                              | EUA                                 | Biográfico, Drama                          | J. D. Pardo, Mercedes Ruehl, Leela Savasta, Avan Jogia, Lupe Ontiveros, Corey Stoll                                                      | trad. Uma Garota Quase Comum Uma dramatização dos eventos que levaram ao assassinato de Gwen Araujo, uma adolescente trans                                         |
| Glue – Historia adolescente en medio de la nada                     | Alexis Dos Santos                                              | Argentina, Reino Unido              | Drama                                      | Nahuel Pérez Biscayart, Nahuel Viale, Inés Efron, Verónica Llinás, Héctor Díaz                                                           | Um adolescente de uma cidadezinha na Patagônia se envolve com seu melhor amigo e uma recém chegada                                                                 |
| God and Gays: Bridging the Gap                                      | Luane Beck                                                     | EUA                                 | Documentário                               | | Explora a relação tormentosa entre a comunidade homossexual e a comunidade católica                                                                                |
| Gray Matters                                                        | Sue Kramer                                                     | EUA                                 | Comédia, Romance                           | Heather Graham, Bridget Moynahan, Tom Cavanagh, Molly Shannon, Rachel Shelley, Warren Christie                                           | trad. A Garota dos meus Sonhos Uma agente de marketing se apaixona pela nova namorada de seu irmão                                                                 |
| The Gymnast                                                         | Ned Farr                                                       | EUA                                 | Drama                                      | Dreya Weber, Addie Yungmee, David De Simone, Allison Mackie, Mam Smith                                                                   | trad. A Ginasta Uma ex-ginasta olímpica casada se apaixona por uma dançarina                                                                                       |
| Habana Libre                                                        | Eliezer Perez Angueira                                         | Cuba                                | Documentário                               | | Segue a luta da comunidade LGBT cubana moderna em um país onde a homossexualidade foi recentemente descriminalizada                                                |
| Ha-Buah                                                             | Eytan Fox                                                      | Israel                              | Romance, Drama                             | Ohad Knoller, Yousef Sweid, Daniela Virtzer, Alon Friedman, Zohar Liba, Ruba Blal                                                        | trad. A Bolha Um palestino e um israelense se envolvem em um relacionamento conturbado                                                                             |
| Hada                                                                | Lau de Jesus                                                   | Filipinas                           | Drama                                      | Rey 'PJ' Abellana, Jiggy Ashley, K.C. Castillo, Dexter De Chavez, Emilio Garcia, Jersey Milano                                           | [ 117 ] |
| Hatred                                                              | Anthony Spadaccini                                             | EUA                                 | Crime, Suspense, Drama                     | Steve Brown, Anthony Spadaccini, Garrett McKenna                                                                                         | Continuação do filme Unstable de 2005 |
| Hei yan quan (黑眼圈)                                               | Tsai Ming-liang                                                | Malásia, Taiwan                     | Comédia, Drama                             | Lee Kang-sheng, Norman Atun, Chen Shiang-chyi                                                                                            | trad. Eu Não Quero Dormir Sozinho Um trabalhador é espancado e um jovem o ajuda a se recuperar                                                                     |
| Le Héros de la famille                                              | Thierry Klifa                                                  | França                              | Comédia, Drama                             | Catherine Deneuve, Emmanuelle Béart, Gérard Lanvin, Miou-Miou, Michaël Cohen, Géraldine Pailhas                                          | trad. Segredos de Cabaré Amigos e família de um dono de cabaré crossdresser se reúnem para seu funeral                                                             |
| Hip-Hop: Beyond Beats & Rhymes                                      | Byron Hurt                                                     | EUA                                 | Documentário                               | Carmen Ashurst-Watson, William Jelani Cobb, Chuck Creekmur, Chuck D, Mos Def, De La Soul                                                 | Examina a masculinade, o sexismo, e a homofobia presentes na cultura do hip hop                                                                                    |
| The History Boys                                                    | Nicholas Hytner                                                | Reino Unido                         | Comédia, Drama                             | Richard Griffiths, Clive Merrison, Frances de la Tour, Stephen Campbell Moore, Samuel Barnett, Dominic Cooper                            | Baseado na peça homônima de Alan Bennett |
| Hollywood Dreams                                                    | Henry Jaglom                                                   | EUA                                 | Drama, Comédia                             | Tanna Frederick, Justin Kirk, David Proval, Zack Norman, Melissa Leo, Karen Black                                                        | [ 122 ] |
| Hollywoodland                                                       | Doug Liman                                                     | EUA                                 | Biográfico                                 | Adrien Brody, Diane Lane, Ben Affleck, Bob Hoskins, Molly Parker, Robin Tunney                                                           | O detetive Louis Simo investiga o suspeito suicídio do ator George Reeves                                                                                          |
| L'Homme de sa vie                                                   | Zabou Breitman                                                 | França                              | Drama                                      | Bernard Campan, Charles Berling, Léa Drucker                                                                                             | trad. O Homem da Minha Vida Um casal passa as férias em sua casa de verão, e o marido acaba se envolvendo com o vizinho abertamente gay                            |
| Hoodoo for Voodoo                                                   | Steven Shea                                                    | EUA                                 | Terror                                     | Linnea Quigley, Brunhilda Zekthi, Chris McDaniel, Sacha Crutchfield, Garrett Harrison, Valensky Sylvain                                  | Um grupo de universitários ganha uma viagem para Nova Orleans para o Mardi Gras, mas logo descobrem que terão que lutar para sobreviver                            |
| Hooks to the Left                                                   | Todd Verow                                                     | EUA                                 | Drama                                      | Yann de Monterno, Michael John Dion, Brad Hallowell, Jono Mainelli, Pablo Malan                                                          | Supostamente baseado no diário de um prostituto |
| La hora fría                                                        | Elio Quiroga                                                   | Espanha                             | Terror, Ficção Científica                  | Silke, Omar Muñoz, Pepo Oliva, Carola Manzanares, Jorge Casalduero, Julio Perillán                                                       | |
| The House of Adam                                                   | Jorge Ameer                                                    | EUA                                 | Mistério, Suspense, Drama                  | John Shaw, Jared Cadwell, Felipe Munoz, Alexis Karriker, Thomas Michael Kappler, Thomas Michael Kappier                                  | Depois do assassinato homofóbico de um homem, seu amante detetive deve achar seus restos mortais e aceitar sua perda                                               |
| How Do I Look                                                       | Wolfgang Busch                                                 | EUA                                 | Documentário                               | Tracy Africa, Kevin Aviance, Pepper LaBeija, Willi Ninja, Octavia St. Laurent, Jose Xtravaganza                                          | Examina a cultura dos bailes drag do Harlem e da Filadélfia |
| Huhwihaji anha (후회하지 않아)                                      | Leesong Hee-il                                                 | Coreia do Sul                       | Drama                                      | Lee Yeong-hoon, Kim Nam-gil, Kim Jung-hwa                                                                                                | trad. Sem Arrempedimentos Um jovem trabalhado e o filho de um CEO tem um relacionamento clandestino                                                                |
| I Don't Like Mondays                                                | John Dower                                                     | Reino Unido                         | Documentário                               | L.J. Aaron, David Bassett, Penny Buckley, Gene Cubbison, Ralph Garcia, Crystal Hardy                                                     | Sobre o tiroteio escolar feito por Brenda Spencer em 1976 |
| I Wanna Be a Republican                                             | Ken Bielenberg                                                 | EUA                                 | Documentário, Comédia, Musical             | Chris Dilley, Irwin Keller, Jeff Manabat, Ben Schatz                                                                                     | Um quarteto drag de acapella revela que querem se tornar republicanas                                                                                              |
| Idol                                                                | Christopher Long, Mike Heim                                    | EUA                                 | Comédia                                    | Amber Alexander, Adriano Aragon, John Arrington, Branton Box, Richard Burns, Scott C. Conner                                             | Mocumentário sobre um ator gay que é escalado para o papel pricipal de uma série de ação após a morte do outro ator                                                |
| In a Dark Place                                                     | Donato Rotunno                                                 | Luxemburgo, Reino Unido             | Terror                                     | Leelee Sobieski, Tara Fitzgerald, Christian Olson, Gabrielle Adam                                                                        | trad. Lugares Escuros Baseado no romance The Turn of the Screw de Henry James                                                                                      |
| In Her Line of Fire                                                 | Brian Trenchard-Smith                                          | EUA                                 | Ação, Suspense                             | Mariel Hemingway, David Keith, David Millbern, Jill Bennett, Robbie Magasiva                                                             | |
| In the Blood                                                        | Lou Peterson                                                   | EUA                                 | Terror                                     | Tyler Hanes, James Katharine Flynn, Robert Dionne, Carlos Alberto Valencia, Alison Fraser                                                | Um universitário tenta conciliar seus deveres como aluno, irmão mais velho, e amigo com seus emergentes homossexualidade e misteriósos assassinatos                |
| Infamous                                                            | Douglas McGrath                                                | EUA                                 | Biográfico, Drama                          | Sigourney Weaver, Toby Jones, Gwyneth Paltrow, Sandra Bullock, Isabella Rossellini, Peter Bogdanovich                                    | trad. Confidencial O escritor Truman Capote desenvolve uma amizade com os assassinos Dick Hickock e Perry Smith                                                    |
| Into It                                                             | Jeffrey Maccubbin                                              | EUA                                 | Drama                                      | Bradley Baloff, Zach Welsheimer, John Zinn                                                                                               | Um prostituto entra em um relacionamento sadomasoquista com um apresentador de TV com Síndrome de Tourette                                                         |
| Jack Mitchell: My Life is Black & White                             | Craig Highberger                                               | EUA                                 | Documentário                               | Edward Albee, Clive Barnes, Merce Cunningham, Judith Jamison, Patti LuPone, Kevin McKenzie                                               | Sobre o fotógrafo americano Jack Mitchell |
| Jack Smith and the Destruction of Atlantis                          | Mary Jordan                                                    | EUA                                 | Documentário                               | Jack Smith, Nayland Blake, Ira Cohen, Tony Conrad, Richard Foreman, Ivan Galietti                                                        | Uma colagem de imagens e áudio da vida e obra de Jack Smith, cineasta underground, fotógrafo, artista de performance, e anti-capitalista americano                 |
| Jam                                                                 | Mark Woollen                                                   | EUA                                 | Documentário                               | Tim Patten | Um homem gay soropositivo tenta reviver o roller derby |
| Jimmy and Judy                                                      | Randall Rubin, Jon Schroder                                    | EUA                                 | Crime, Drama                               | Edward Furlong, Rachael Bella, William Sadler                                                                                            | [ 138 ] |
| Karla                                                               | Joel Bender                                                    | EUA                                 | Biográfico, Suspense, Drama                | Laura Prepon, Misha Collins, Tess Harper, Leonard Kelly-Young, Alex Boyd, Tony Denison                                                   | |
| Keillers Park                                                       | Susanna Edwards                                                | Suécia                              | Drama                                      | Mårten Klingberg, Pjotr Giro, Robert Jelinek, Gösta Bredefeldt, Karin Bergquist                                                          | Vagamente baseado no assassinato no parque Keillers |
| Kenneth Williams: Fantabulosa!                                      | Andy de Emmony                                                 | Reino Unido                         | Biográfico, Drama                          | Michael Sheen, Cheryl Campbell, Peter Wight, Beatie Edney, Kenny Doughty, Ron Cook                                                       | Sobre a vida do ator britânico homossexual Kenneth Williams |
| Kill Your Darlings                                                  | Björne Larson                                                  | Suécia, EUA                         | Comédia, Drama                             | Lolita Davidovich, Alexander Skarsgård, Julie Benz, John Larroquette, Greg Germann                                                       | [ 141 ] |
| Kiss Me Again                                                       | William Tyler Smith                                            | EUA                                 | Romance, Drama                             | Jeremy London, Katheryn Winnick, Siri Baruc, Elisa Donovan, Darrell Hammond, Mirelly Taylor                                              | trad. Prazer a Três Um casal decide apimentar o casamento ao seduzir uma jovem espanhola                                                                           |
| Kiss the Boys                                                       | Greg Osborne                                                   | EUA                                 | Suspense                                   | Christopher Davison, Gregg Edwards, Elliott Ehlers, Russell Bradley Fenton, Steve Hales                                                  | Um cirurgião plástico é possuido pelo fantasma do garoto por que ele era apaixonado na adolescência que ele matou                                                  |
| Kurz davor ist es passiert                                          | Anja Salomonowitz                                              | Áustria                             | Documentário, Drama                        | | Cinco pessoas em ambientes do seu dia-a-dia recontam história de pessoas involvidas no tráfico de mulheres                                                         |
| The Last Sect                                                       | Jonathan Dueck                                                 | Canadá                              | Terror                                     | David Carradine, Natalie Brown, Deborah Odell, Julian Richings, Sebastien Roberts, Jordan Van Dyck                                       | trad. A Última Seita Um caçador de vampiros rastrea duas vampiras que usam sites de namoro para atraír homens e mulheres                                           |
| Lauf der Dinge                                                      | Rolf S. Wolkenstein                                            | Alemanha                            | Drama                                      | Zoe Weiland, Sebastian Achilles, Manuel Cortez, Milton Welsh, Jennifer Ulrich, Tom Lass                                                  | Quatro amigos viajam para uma ilha mediterrânea |
| Legături bolnăvicioase                                              | Tudor Giurgiu                                                  | Romênia                             | Drama                                      | Maria Popistașu, Ioana Barbu, Tudor Chirila, Catalina Murgea, Mircea Diaconu, Virginia Mirea                                             | A amizade entre duas universitárias vizinhas se torna algo mais |
| Lesbian Pulp-O-Rama Goes to Sweden!                                 | Heather de Michele                                             | EUA                                 | Documentário                               | Emily Burton, Heather de Michele, Anna Fitzwater, Melineh Kurdian, Gretchen Michelfeld, Beatrice Terry                                   | Uma trupe de comédia cria um espetáculo de cabaré baseado em ficção pulp lésbica                                                                                   |
| Let’s Go to Prison                                                  | Bob Odenkirk                                                   | EUA                                 | Comédia                                    | Dax Shepard, Will Arnett, Chi McBride, David Koechner                                                                                    | |
| The Life of Reilly                                                  | Barry Poltermann, Frank L. Anderson                            | EUA                                 | Documentário                               | Charles Nelson Reilly | Sobre a vida do ator Charles Nelson Reilly, baseado em sua peça homônimo                                                                                           |
| Limits to Ambition                                                  | Mason Stone                                                    | EUA                                 | Drama                                      | Reiner Prochaska, Douglas Cathro, Carl Randolph, Leanna Chamish                                                                          | Um imigrante alemão foge de seus sentimentos por seu colega de quarto nos braços de uma prostituta que tem seus próprios problemas                                 |
| Little Miss Sunshine                                                | Jonathan Dayton, Valerie Faris                                 | EUA                                 | Comédia, Drama                             | Greg Kinnear, Steve Carell, Toni Collette, Paul Dano, Abigail Breslin, Alan Arkin                                                        | |
| Long-Term Relationship                                              | Rob Williams                                                   | EUA                                 | Comédia, Romance                           | Matthew Montgomery, Windham Beacham, Artie O'Daly, Chuti Tiu, Kelly Keaton, Jeremy Lucas                                                 | Cansado de casos de uma noite, um homem responde à um anúncio de outro procurando um relacionamento sério                                                          |
| Longford                                                            | Tom Hooper                                                     | Reino Unido                         | Biográfico, Crime, Drama                   | Jim Broadbent, Lindsay Duncan, Samantha Morton, Andy Serkis, Kate Miles, Alex Blake                                                      | Sobre Frank Pakenham, o Lorde de Longford, reformador social britânico que defendia os direitos de prisioneiros                                                    |
| Lost in You (啦啦啦)                                                | Zhu Yiye                                                       | China                               | Romance, Drama                             | Yu Xiaohuan, Zhang Youxi | Uma jovem com uma marca de nascença no rosto faz amizade com uma garota que a protege                                                                              |
| Love and Other Disasters                                            | Alek Keshishian                                                | Reino Unido, França                 | Comédia                                    | Brittany Murphy, Matthew Rhys, Santiago Cabrera, Catherine Tate, Elliot Cowan, Adam Rayner                                               | trad. Amor e Outros Desastres Uma estagiária da Vogue ajuda seu colega de quarto gay a encontrar amor                                                              |
| Love & Suicide                                                      | Mia Salsi                                                      | EUA                                 | Drama, Romance                             | Sarah Reardon, Stella Johnson | Ao se mudar para Nova Orleães com sua mãe e seu irmão mais novo, uma garota se aproxima da garota rebelde da escola                                                |
| Love Life                                                           | Damion Dietz                                                   | EUA                                 | Romance, Drama                             | Keith Bearden, Stephan D. Gill, Stephanie Kirchen, Jill Kocalis                                                                          | Um homem gay e uma mulher lésbica, os dois no armário, são forçados a reexaminar seu casamento quando se apaixonam por seus respectivos casos                      |
| Love My Life (ラブ・マイ・ライフ)                                   | Kôji Kawano                                                    | Japão                               | Romance                                    | Rei Yoshii, Asami Imajuku, Ira Ishida, Issey Takahashi, Kami Hiraiwa, Takamasa Suga                                                      | trad. Amo a Minha Vida Uma universitária revela ao seu pai que está namorando outra garota, e descobre que ele é gay e sua mãe era lésbica                         |
| A Love to Keep                                                      | Juan Carlos Claver                                             | Espanha                             | Drama, Romance                             | Carme Elias, Susi Sánchez, Julieta Serrano, Juli Mira, Sergio Caballero, Álvaro Báguena                                                  | Também conhecido como Electroshock Duas professoras se apaixonam durante a ditadura, e uma delas é internada em uma clínica psiquiátrica                           |
| Lover Other                                                         | Barbara Hammer                                                 | EUA                                 | Documentário, Drama                        | Kathleen Chalfant, Alana Chazan, Yves Musard, Marty Pottenger                                                                            | Docudrama ambientado em 1937, onde as irmãs francesas, lésbicas e artistas surrealistas Claude Cahun e Marcel Moore fogem de Paris                                 |
| Loving Annabelle                                                    | Katherine Brooks                                               | EUA                                 | Drama                                      | Erin Kelly, Diane Gaidry, Gustine Fudickar, Laura Breckenridge, Michelle Horn, Ilene Graff                                               | |
| Lurking in Suburbia                                                 | Mitchell Altieri                                               | EUA                                 | Comédia                                    | Joe Egender, Samuel Child, Ari Zagaris, Buffy Charlet                                                                                    | Um escritor de uma cidade pequena reexamina sua vida devassa nas vésperas de seu aniversário de 30 anos                                                            |
| Ma l’amore… sì!                                                     | Tonino Zangardi, Marco Costa                                   | Itália                              | Comédia                                    | Anna Maria Barbera, Andrea Tidona, Lorenzo Balducci, Marina Limosani, Elena Bouryka                                                      | Após a morte do pai, dois irmão ficam ricos e um deles decide abrir um restaurante na Calábria                                                                     |
| The Madness of Boy George                                           | Simon George                                                   | Reino Unido                         | Documentário                               | Boy George, Simon Callow, Marc Almond, Mikey Craig, Lou Freeman, Amanda Ghost                                                            | Mostra as semanas precedendo o julgamento do músico Boy George por possessão de cocaína                                                                            |
| El Malogrado Amor De Sebastián                                      | Jaime Humberto Hermosillo                                      | México                              | Romance, Drama                             | Tizoc Arroyo, Leonardo Garti, Manuel Medina                                                                                              | Dois homens se apaixonam à primeira vista, mas tem que enfrentar muitos obistáculos                                                                                |
| The Man You Had in Mind                                             | James Tuchschmidt                                              | EUA                                 | Documentário                               | | Examina as vidas íntimas de quatro casais gays de Ohio |
| Manay Po!                                                           | Joel Lamangan                                                  | Filipinas                           | Comédia                                    | Cherry Pie Picache, John Prats, Polo Ravales, Jiro Manio, Christian Vasquez, Luis Alandy                                                 | Uma joalheira sonha com uma vida melhor para seus filhos de sexualidade questionável                                                                               |
| Manhattan Minutiae                                                  | Steve Becker                                                   | EUA                                 | Comédia, Romance                           | Peter Abbay, Cherish Alexander, Eddie Daniels, Cheryl David, Chris Elwood, V.J. Foster                                                   | Segue um grupo de amigos ecléticos do East Village |
| Manji (卍 まんじ)                                                   | Noboru Iguchi                                                  | Japão                               | Drama, Romance, Erótico                    | Yoshiyoshi Arakawa, Cosmosco, Reiko Matsuo, Hironobu Nomura                                                                              | Baseado no romance homônimo de Junichiro Tanizaki Uma dona de casa infeliz tem um caso com uma jovem e misteriosa artista                                          |
| Maple Palm                                                          | Ralph Torjan                                                   | EUA                                 | Romance, Drama                             | Deborah Stewart, Taymour Ghazi, Andrea Carvajal, Robert J. Feldman, Lynda Lefever                                                        | Um casal de lésbicas juntas a 15 anos vive com medo de uma delas, que é uma imigrante ilegal, ser deportada para o Canadá                                          |
| Married in America 2                                                | Michael Apted                                                  | EUA                                 | Documentário                               | Michael Apted | Continuação do filme de 2003 sobre casamentos do século XXI |
| Memoirs of My Nervous Illness                                       | Julian P. Hobbs                                                | EUA                                 | Biográfico, Drama                          | Joe Coleman, Robert Cucuzza, Jefferson Mays, Lara Milian                                                                                 | Baseado nos diários de Daniel Paul Schreber, um juiz alemão encarcerado em um hospício                                                                             |
| Men Not Allowed                                                     | Shreya Srivastava                                              | Índia                               | Drama, Romance                             | Payal Rohatgi, Tina Mazumdar, Nassar Abdulla, Tarun Arora                                                                                | Duas mulheres maltratadas pelos homens em suas vidas consolam uma à outra                                                                                          |
| Mental Cases                                                        | Christopher Geitz                                              | Espanha                             | Comédia                                    | Clara Almazarán, Xavi Lapuente | [ 170 ] |
| Mercury Man (มนุษย์เหล็กไหล)                                           | Bhandit Thongdee                                               | Tailândia                           | Ação                                       | Wasan Khantaau, Metinee Kingpayom, Arnon Saisangchan, Jinvipa Kheawkunya, Parinya Kiatbusaba, Darunee Khrittabhunyalai                   | Um super-herói precisa resgatar sua mãe e irmã trans de um terrorista que quer roubar seus poderes                                                                 |
| Meth                                                                | Todd Ahlberg                                                   | EUA                                 | Documentário                               | | Examina o rápido crescimento dos números de usuários de metanfetamina na comunidade gay                                                                            |
| Mga Paru-Parong Rosas                                               | Jowee Morel                                                    | Filipinas                           | Drama                                      | Nerison Miranda, Dense Modesto | Um jovem crompometido e um homem casado tem um encontro erótico |
| Mijn Zus Zahra                                                      | Saddie Choua                                                   | Bélgica                             | Documentário                               | Saddie Choua | A diretora tenta entender a reação de sua família à sexualidade de sua irmã, e conhece outros muçulmanos homossexuais                                              |
| Mirror Mirror                                                       | Zemirah Moffat                                                 | Reino Unido                         | Documentário                               | | Baseado em uma etnografia visual do Club Wotever, uma boate queer de Londres                                                                                       |
| Mission to Matrimony: The Gay Marriage Proposal                     | Noah Pohl, Jerri Sher                                          | EUA                                 | Documentário                               | Bob Barr, Mary Bonauto, Mickey Edwards, Barney Frank, Leonard Gendron                                                                    | Examina as emoções por trás de campanhas pró e contra o casamento entre pessoas do mesmo sexo                                                                      |
| Mom’s Apple Pie: The Heart of the Lesbian Mothers’ Custody Movement | Jody Laine, Shan Ottey, Shad Reinstein                         | EUA                                 | Documentário                               | Kate Clinton | Mostra os primeiros anos do movimento de custódia lésbica ao seguir cinco mães e seus filhos                                                                       |
| Moskva. Pride ’06                                                   | Vladimir Ivanov                                                | Rússia                              | Documentário                               | Nicolai Alekseev, Clémentine Autain, Nikolai Baev, Volker Beck, Briand Bedford, Peter Tatchell                                           | Sobre o ataque a um ativista gay na primeira demonstração de orgulho LGBT em Moscou                                                                                |
| Mr. Brown                                                           | Natasha Guruleva                                               | EUA                                 | Musical, Drama, Fantasia                   | Niles Ford, Paul Frolov, Kristen Irby, Olga Tchekachova                                                                                  | Um homem negro cadeirante tem como companhia uma assistente social russa, um jovem enfermeiro, e sua imaginação                                                    |
| Mulberry Street                                                     | Jim Mickle                                                     | EUA                                 | Ficção Científica, Terror                  | Nick Damici, Tim House, Antone Pagan, Larry Fleischman, Bo Corre, Kim Blair                                                              | Uma infecção letal assola Manhattan, transformando humanos em criaturas-rato sedentas por sangue                                                                   |
| My Husband's Secret                                                 | Desconhecido                                                   | EUA                                 | Documentário                               | Lester Leavitt | Uma mulher descobre que seu marido é gay |
| Nancy Nancy                                                         | Timothy Spanos                                                 | Austrália                           | Musical                                    | Tim Burns, Michael Burkett, Polly Stanton, Matt Thomas                                                                                   | Um homem misterioso chega a uma cidade praiana e mantém dois irmãos reféns em sua própria casa                                                                     |
| När mörkret faller                                                  | Anders Nilsson                                                 | Suécia                              | Drama                                      | Oldoz Javidi, Lia Boysen, Reuben Sallmander, Per Graffman, Bahar Pars, Mina Azarian                                                      | trad. Quando Cai a Escuridão |
| The Night Listener                                                  | Patrick Stettner                                               | EUA                                 | Mistério                                   | Robin Williams, Toni Collette, Rory Culkin, Bobby Cannavale, Sandra Oh, Joe Morton                                                       | trad. Segredos na Noite Baseado no romance homônimo de Armistead Maupin                                                                                            |
| Nina's Heavenly Delights                                            | Pratibha Parmar                                                | Reino Unido                         | Comédia, Romance, Drama                    | Shelley Conn, Laura Fraser, Art Malik, Ronny Jhutti, Veena Sood, Atta Yaqub                                                              | |
| Notes on a Scandal                                                  | Richard Eyre                                                   | Reino Unido                         | Drama                                      | Judi Dench, Cate Blanchett, Michael Maloney, Joanna Scanlan, Bill Nighy, Juno Temple                                                     | |
| Nu.                                                                 | Jan-Willem van Ewijk                                           | Países Baixos                       | Drama                                      | Matthijs Bourdrez, Brigitte Baladié, Arisha de Waal, Ramin Ghiasy, Ilona Minchom, Steven Novick                                          | Separado de sua namorada por um acidente, um homem e seu amigo viajam pela Europa para descobrir a verdade sobre ela                                               |
| Oira sukeban (おいら女蛮)                                           | Noboru Iguchi                                                  | Japão                               | Ação, Comédia                              | Asami, Demo Tanaka, Sarasa Tani, Hiroaki Murakami, Risa Mizuki                                                                           | Um garoto de feições femininas é enviado por seu pai motoqueiro à uma escola para garotas                                                                          |
| Omaret yakobean (عمارة يعقوبيان)                                    | Marwan Hamed                                                   | Egito                               | Drama                                      | Adel Emam, Nour El-Sherif, Yousra, Hend Sabri, Somaya El Khashab, Khaled El Sawy                                                         | Baseado no romance homônimo de Alaa Al Aswany |
| On N'a Pas Dit Notre Dernier Mot!                                   | Nathalie Trépanier                                             | Canadá                              | Documentário                               | | 25 anos depois de sua primeira publicação, uma revista feminista se reergue para uma edição especial                                                               |
| Ores koinis isyhias (Ώρες κοινής ησυχίας)                           | Katerina Evangelakou                                           | Grécia                              | Drama                                      | Ivonni Maltezou, Errikos Litsis, Angeliki Papathemeli, Christos Stergioglou, Dimitris Xanthopoulos                                       | As vidas de habitantes de um complexo convergem por causa de um alarme de carro no meio da noite                                                                   |
| Outlaugh!                                                           | Gene Merker                                                    | EUA                                 | Comédia                                    | Starr Ahrens, Nora Burns, Jerry Calumn                                                                                                   | Um conjunto de esquetes de comédia criados por humoristas LGBTs |
| Il padre delle spose                                                | Lodovico Gasparini                                             | Itália                              | Comédia                                    | Lino Banfi, Rosanna Banfi, Lucia Sardo, Mapi Galán, Gianni Ciardo                                                                        | Primeiro filme italiano a abordar o assunto de casamentos entre pessoas do mesmo sexo                                                                              |
| Park                                                                | Kurt Voelker                                                   | EUA                                 | Comédia                                    | William Baldwin, Ricki Lake, Cheri Oteri, Izabella Miko, Dagney Kerr, David Fenner                                                       | [ 193 ] |
| The Parricide Sessions                                              | Diego Costa                                                    | EUA                                 | Documentário                               | | Um homem apresenta seus ex-namorados ao seu pai enquanto examina seu fascínio por uma figura paterna                                                               |
| Pasolini prossimo nostro                                            | Giuseppe Bertolucci                                            | Itália                              | Documentário                               | Pier Paolo Pasolini, Franco Merli | trad. Pasolini Próximo Nosso Uma equipe jornalística acompanha os bastidores do útlimo filme de Pasolini, Salò ou os 120 Dias de Sodoma                            |
| Una Película de Huevos                                              | Rodolfo Riva Palacio Alatriste, Gabriel Riva Palacio Alatriste | México                              | Animação                                   | Bruno Bichir, Carlos Espejel, Angélica Vale, Humberto Vélez, Blas García, Rubén Moya                                                     | Um ovo sonha em se tornar um pintinho |
| Películas para no dormir: La culpa                                  | Narciso Ibáñez Serrador                                        | Espanha                             | Terror, Mistério, Drama                    | Nieve de Medina, Montse Mostaza, Alejandra Lorenzo, Mariana Cordero, Asunción Díaz                                                       | trad. O Quarto da Culpa Uma mãe solteira vai morar com sua amiga que gerencia um consultório de ginecologia em sua casa                                            |
| Perfect Parents                                                     | Joe Ahearne                                                    | Reino Unido                         | Drama                                      | Christopher Eccleston, Susannah Harker, Brendan Coyle, David Warner, Lesley Manville                                                     | Um casal ateísta finge ser católico para que a filha entre em um colégio tradicional                                                                               |
| The Perfect Penis                                                   | Krishna Govender                                               | Reino Unido                         | Documentário                               | Trevor Ward | Segue homens buscando ter o pênis perfeito |
| Phare, fard, FHAR!                                                  | Alessandro Avellis, Gabriele Ferluga                           | França                              | Documentário                               | Marie-Jo Bonnet, Francoise d'Eaubonne, Catherine Deudon, Anne-Marie Faure, Guy Hocquenghem                                               | Sobre o estopim do movimento de libertação sexual francês |
| Phoenix                                                             | Michael D. Akers                                               | EUA                                 | Drama                                      | Chad Bartley, Chad Bartley, Jeff Castle, Gaetano Jones                                                                                   | O namorado de um homem desaparece no dia de seu aniversário |
| Phleng sutthai (เพลงสุดท้าย)                                          | Phisan Akraseranee                                             | Tailândia                           | Drama                                      | Araya Ariyawattana, Wacharakorn Waiyasin, Nirut Sirichanya, Sumonrat Wattanaselarat                                                      | [ 202 ] |
| Pick Up the Mic                                                     | Alex Hinton                                                    | EUA                                 | Documentário                               | Aggracyst, Johnny Dangerous, Deadlee, Dutchboy, Soce the Elemental Wizard, Tori Fixx                                                     | Sobre a subcultura do hip hop queer |
| Pingpong                                                            | Matthias Luthardt                                              | Alemanha                            | Drama                                      | Sebastian Urzendowsky, Marion Mitterhammer, Clemens Berg, Falk Rockstroh                                                                 | Depois do suicídio do pai um jovem vai ficar na casa de parentes, mas sem avisar                                                                                   |
| Pitong Dalagita                                                     | Crisaldo Pablo                                                 | Filipinas                           | Drama                                      | Angelica Panganiban, Yasmien Kurdi, Nadine Samonte, Valerie Concepcion, Cristine Reyes                                                   | Sete adolescentes cortam seus pulsos, e todas sobrevivem com a exceção de uma                                                                                      |
| Playing a Part: The Story of Claude Cahun                           | Lizzie Thynne                                                  | Reino Unido                         | Documentário                               | Claude Cahun | Explora a vida e obra de Claude Cahun, fotógrafa francêsa do século XX                                                                                             |
| The Pleasure Drivers                                                | Andrzej Sekula                                                 | EUA                                 | Crime, Drama                               | Billy Zane, Deena Dill, Angus Macfadyen, Jill Bennett, Sascha Knopf, Lauren Holly                                                        | trad. Mentes Perversas Conecta três histórias envolvendo um terapeuta adúltero, uma prostitua sociopata, uma assassina de aluguel lésbica, entre outros            |
| Po hlavě do prdele                                                  | Marcel Bystroň                                                 | República Checa                     | Comédia, Drama                             | Ondřej Vetchý, Nela Boudová, Veronika Žilková, Jiří Mádl, Petr Jákl, Jiří Vohnout                                                        | Ao descobrir que seu pai é gay, um garoto fica com medo da sexualidade ser hereditária                                                                             |
| Poltergay                                                           | Éric Lavaine                                                   | França                              | Comédia, Fantasia                          | Clovis Cornillac, Julie Depardieu, Lionel Abelanski, Michel Duchaussoy, Philippe Duquesne, Alain Fromager                                | Cinco fantasmas gays assombram a casa de um casal |
| Poseidon                                                            | Wolfgang Petersen                                              | EUA                                 | Aventura, Drama, Suspense, Ação            | Josh Lucas, Kurt Russell, Richard Dreyfuss, Emmy Rossum, Jacinda Barrett, Mike Vogel                                                     | |
| Prag                                                                | Ole Christian Madsen                                           | Dinamarca                           | Drama                                      | Mads Mikkelsen, Milan Duchek, Stine Stengade, Jana Plodková, Bořivoj Navrátil, Josef Vajnar                                              | [ 210 ] |
| Puccini for Beginners                                               | Maria Maggenti                                                 | EUA                                 | Comédia, Romance                           | Elizabeth Reaser, Gretchen Mol, Justin Kirk                                                                                              | trad. Os 3 Lados do Amor Uma mulher se envolve com um homem após ser largada por sua namorada                                                                      |
| Il Pugile e la Ballerina                                            | Francesco Suriano                                              | Itália                              | Drama                                      | Marcello Mazzarella, Enzo Mazzarella, Fabio Mattei, Peppino Mazzotta, Francesca Benedetti                                                | Um negociante de arte gay se apaixona por um boxeador hétero |
| Queens of Heart: Community Therapists in Drag                       | Jan Haaken                                                     | EUA                                 | Documentário                               | Walter Cole, Roxy L. Neuhardt, Kevin Cook, Donavon Banks                                                                                 | Um olhar nos bastidores de uma das boates drag mais antigas dos EUA                                                                                                |
| Queer Duck: O Filme                                                 | Xeth Feinberg                                                  | EUA                                 | Animação, Comédia                          | Jim J. Bullock, Jackie Hoffman, Kevin Michael Richardson, Billy West, Maurice LaMarche                                                   | |
| Quinceañera                                                         | Richard Glatzer, Wash Westmoreland                             | EUA                                 | Drama                                      | Emily Rios, Jesse Garcia, Chalo González, J.R. Cruz, David W. Ross, Alicia Sixtos                                                        | |
| R U Invited?                                                        | Israel Luna                                                    | EUA                                 | Comédia, Romance, Drama                    | Oscar Contreras, John de los Santos, Christopher Jones, David Matherly, Gabriel Praddo                                                   | Cinco amigos são convidados à uma orgia, mas devem enviar fotos antes em um processo de seleção                                                                    |
| Rag Tag                                                             | Adaora Nwandu                                                  | Reino Unido, Nigéria                | Drama, Romance                             | Daniel Parsons, Adedamola Adelaja, Tasmin Clarke, Geoffrey Aymer, Maria Adeioye, Enor Ewere                                              | Separados durante a infância, dois amigos se reencontram 10 anos depois e aprofundam seu relacionamento apesar de dificuldades                                     |
| Raising Jeffrey Dahmer                                              | Rich Ambler                                                    | EUA                                 | Biográfico, Crime                          | Bo Svenson, Rusty Sneary, Scott Cordes, Cathy Barnett, Jeannine Hutchings                                                                | Baseado na história do assassino em série Jeffrey Dahmer |
| Reyna                                                               | Soxy Topacio                                                   | Filipinas                           | Comédia                                    | Keanna Reeves, Paolo Contis, Eddie Garcia, Dick Israel, Bobby Andrews, Jayson Gainza                                                     | Uma mulher insegura entra para um concurso de beleza para realizar o último desejo de sua mãe                                                                      |
| Rock Bottom: Gay Men & Meth                                         | Jay Corcoran                                                   | EUA                                 | Documentário                               | | Segue as jornadas de sete homens gays lutando contra o vício em metanfetamina                                                                                      |
| Rohtenburg                                                          | Martin Weisz                                                   | Alemanha                            | Terror                                     | Keri Russell, Thomas Kretschmann, Thomas Huber, Rainier Meissner, Marcus Lucas, Angelika Bartsch                                         | Inspirado pela história real da vida do assassino canibal Armin Meiwes                                                                                             |
| Rome and Juliet                                                     | Connie Macatuno                                                | Filipinas                           | Romance, Drama                             | Mylene Dizon, Andrea Del Rosario, Rafael Rosell, Tessie Tomas, Glydel Mercado, Mico Palanca                                              | Uma professora comprometida se apaixona pela planejadora de casamentos que contrata                                                                                |
| Running with Scissors                                               | Ryan Murphy                                                    | EUA                                 | Comédia, Drama                             | Joseph Cross, Annette Bening, Brian Cox, Joseph Fiennes, Evan Rachel Wood, Alec Baldwin                                                  | Baseado no memoir homônimo de Augusten Burroughs |
| Le sable                                                            | Mario Feroce                                                   | França                              | Drama, Romance                             | Mahaut Rabath, Elisa Menez | [ 220 ] |
| Saint of 9/11                                                       | Glenn Holsten                                                  | EUA                                 | Documentário                               | Ian McKellen, Larry Boes, Everald Brathwaite, Thomas Paul Carey, Brian Carroll, Bill Clinton                                             | Sobre um capelão gay dos bombeiros de Nova Iorque que morreu ajudando pessoas durante os ataques de 11 de setembro                                                 |
| Sartre, l'âge des passions                                          | Claude Goretta                                                 | França                              | Biográfico, Drama                          | Élisabeth Vitali, Frédéric Gorny, Anne Alvaro, Carlo Brandt, Denis Podalydès, Aurélien Recoing                                           | Sobre o escritor francês Jean-Paul Sartre |
| Saving Marriage                                                     | John Henning, Mike Roth                                        | EUA                                 | Documentário                               | | A visão sobre o casamento entre pessoas do mesmo sexo é reconsiderada quando Massachusetts o legaliza                                                              |
| Scenes of a Sexual Nature                                           | Ed Blum                                                        | Reino Unido                         | Comédia, Drama                             | Adrian Lester, Ewan McGregor, Tom Hardy, Andrew Lincoln, Catherine Tate, Eileen Atkins                                                   | trad. Cenas de Natureza Sexual Investiga a natureza sexual e romântica humana ao seguir 7 casais                                                                   |
| Schwarze Schafe                                                     | Oliver Rihs                                                    | Alemanha, Suíça                     | Comédia                                    | Robert Stadlober, Tom Schilling, Jule Böwe, Milan Peschel, Jenny Deimling, Robert Lohr                                                   | Separado em cinco episódios que mostram a vida não tão cotidiana em Berlim                                                                                         |
| The Sex Movie                                                       | Colton Lawrence                                                | EUA                                 | Drama                                      | Michelle Mosley, Matthew Tyler, Mike Fallon, Eleese Longino                                                                              | Quatro colegas de trabalho na indústria pornográfica reexaminam suas preferências sexuais                                                                          |
| She-Demons of the Black Sun                                         | Sv Bell                                                        | Canadá                              | Terror                                     | Isabelle Stephen, Jan Pivon, Melantha Blackthorne, Suzi Lorraine, Michael Brunet                                                         | Uma estudante internacional procura vingança com a ajuda de criaturas demoníacas                                                                                   |
| Sheng xia guang nian (盛夏光年 )                                    | Leste Chen                                                     | Taiwan                              | Drama, Romance                             | Joseph Chang, Ray Young, Kate Yeung | Também conhecido como Eternal Summer Um triângulo amoroso entre dois amigos de infância e uma recém chegada                                                        |
| Shock to the System                                                 | Ron Oliver                                                     | Canadá                              | Crime, Drama                               | Chad Allen, Sebastian Spence, Michael Woods, Daryl Shuttleworth, Morgan Fairchild, Anne Marie DeLuise                                    | A segunda adaptação dos romances de Richard Stevenson sobre o detetive gay Donald Strachey                                                                         |
| Shortbus                                                            | John Cameron Mitchell                                          | EUA                                 | Comédia, Drama, Erótico                    | Sook-Yin Lee, Paul Dawson, Lindsay Beamish, PJ DeBoy                                                                                     | Uma terapeuta de casais que nunca teve um orgasmo ocasionalmente se encontra com um casal gay e uma dominatrix em uma boate underground                            |
| Sideline Secrets                                                    | Steven Vasquez                                                 | EUA                                 | Mistério, Drama, Romance                   | James Townsend, Alex Wilson, Dan Swett, Sarah Kelly, David Wright, Brandon Alexander III                                                 | Um adolescente popular com uma namorada perfeita e família de sucesso reprime sua sexualidade                                                                      |
| Silom Soi 2 (สีลม ซอย 2)                                             | Piya Rangsitienchai                                            | Tailâdia                            | Drama, Romance                             | Metha Chularp, Sontaya Trongprasit | Um homem se apaixona por outro que logo vai atrás de outras conquistas                                                                                             |
| Simply Love                                                         | Eveline van Dijck                                              | Países Baixos                       | Documentário                               | | Uma mulher procura reencontrar seu namorado dos tempos de escola e descobre que este teve uma transição de gênero                                                  |
| Sinful                                                              | Tony Marsiglia                                                 | EUA                                 | Drama                                      | Erin Brown, Erika Smith, Ron Smith, John Castine, Deena Wolfe-Guerin, Nikos Psarras                                                      | Uma mulher que quer ser mãe fica obcecada com sua vizinha grávida                                                                                                  |
| Siren                                                               | Pat Kerby                                                      | EUA                                 | Comédia, Drama                             | Erin Gray, Michele Fiore-Kaime, Gary Graham, Anthony Gourdine, Janien Valentine                                                          | Uma dona de casa de meia-idade sonha em se tornar uma estrela do rock                                                                                              |
| Slither                                                             | James Gunn                                                     | EUA                                 | Comédia, Terror, Ficção Científica         | Nathan Fillion, Elizabeth Banks, Tania Saulnier, Gregg Henry, Michael Rooker                                                             | |
| Small Town Gay Bar                                                  | Malcolm Ingram                                                 | EUA                                 | Documentário                               | Jim Bishop, Terry Capps, Jackie Cox, Bill Curtis, Rick Gladish                                                                           | Mostra as vidas de patronos de dois bares gays na parte rural do Mississippi                                                                                       |
| En Soap                                                             | Pernille Fischer Christensen                                   | Dinamarca                           | Comédia, Drama                             | Trine Dyrholm, David Dencik, Frank Thiel, Elsebeth Steentoft                                                                             | trad. Além do Desejo Sobre o relacionamento entre uma abrasiva dona de uma clínica de beleza e uma mulher trans                                                    |
| Solange Du Hier Bist                                                | Stefan Westerwelle                                             | Alemanha                            | Drama                                      | Michael Gempart, Leander Lichti | Um homem tem apenas a companhia de um jovem prostituto para salvá-lo de uma existência eremítica                                                                   |
| Sonja                                                               | Kirsi Liimatainen                                              | Alemanha                            | Drama                                      | Sabrina Kruschwitz, Julia Kaufmann, Nadja Engel, Christian Kirste, Joachim Lätsch                                                        | Uma garota percebe que está apaixonada por sua melhor amiga enquanto tenta lidar com a separação de seus pais e seu namorado                                       |
| Sønner                                                              | Erik Richter Strand                                            | Noruega                             | Drama                                      | Nils Jørgen Kallstad, Mikkel Bratt Silset, Edward Schultheiss, Henrik Mestad, Ingrid Bolsø Berdal                                        | [ 240 ] |
| The Story of Gad Beck                                               | Carsten Does, Robin Cackett                                    | Alemanha                            | Documentário                               | Gad Beck | Sobre Gad Beck, homem gay judeu sobrevivente do holocausto |
| Straight Story                                                      | Vladimiros Kiriakidis, Efi Mouriki                             | Grécia                              | Comédia, Fantasia                          | Christos Hatzipanayotis, Vladimiros Kiriakidis, Anthem Moss, Kanellina Menouti, Meni Konstantinidou                                      | Ambientado onde a homossexualidade é a norma |
| Sukitomo (スキトモ)                                                 | Mitsuhiro Mihara                                               | Japão                               | Drama                                      | Takumi Saitoh, Hiroki Aiba | Um triângulo amoroso entre um boxeador, seu melhor amigo, e sua irmã                                                                                               |
| Sun Kissed                                                          | Patrick McGuinn                                                | EUA                                 | Drama                                      | George Stoll, Gregory Marcel, Laura Hofrichter, John Ort                                                                                 | trad. Beijando o Sol Um jovem escritor vai até uma ilha isolada para conseguir inspiração e seduz o zelador do lugar                                               |
| Supervoksen                                                         | Christina Rosendahl                                            | Dinamarca                           | Comédia, Drama                             | Emma Leth, Cathrine Bjørn, Amalie Lindegård, Sebastian Jessen, Charlotte Sieling, Lars Brygmann                                          | Três amigas adolescentes criam 'ritos de passagem' para si mesmas                                                                                                  |
| Talladega Nights: The Ballad of Ricky Bobby                         | Adam McKay                                                     | EUA                                 | Comédia                                    | Will Ferrell, John C. Reilly, Sacha Baron Cohen, Gary Cole, Michael Clarke Duncan, Leslie Bibb                                           | |
| Things Behind the Sun                                               | Yuval Shafferman                                               | Israel                              | Drama                                      | Assi Dayan, Sandra Sade, Tess Hashiloni, Zohar Strauss, Tali Sharon, Anatol Constantin                                                   | [ 246 ] |
| Tied Hands                                                          | Dan Wolman                                                     | Israel                              | Drama                                      | Gila Almagor, Ido Tadmor, Neli Tagar, Sharon Shtark, Tomer Sharon, Uli Sternberg                                                         | Uma mãe desesperada procura maconha para aliviar a dor de seu filho soropositivo                                                                                   |
| Tintenfischalarm                                                    | Elisabeth Scharang                                             | Áustria                             | Documentário                               | Alex Jurgen | Segue um homem intersexo que foi criado como mulher |
| Tirante el Blanco                                                   | Vicente Aranda                                                 | Itália                              | Aventura, Romance                          | Casper Zafer, Esther Nubiola, Leonor Watling, Ingrid Rubio                                                                               | Um cavaleiro lutando contra os turcos em Constantinopla tenta seduzir a herdeira do império Bizantino                                                              |
| To a Tee                                                            | Matt Riddlehoover                                              | EUA                                 | Comédia, Romance                           | Matt Riddlehoover, Lindsey Hancock Williamson, Brandon Eaves, Starina Johnson                                                            | Um jovem dramaturgo se apaixona pelo namorado da colunista que promove suas peças                                                                                  |
| La tourneuse de pages                                               | Denis Dercourt                                                 | França                              | Suspense, Drama                            | Catherine Frot, Déborah François, Pascal Greggory, Christine Citti, Clotilde Mollet, Jacques Bonnaffé                                    | trad. Ao Lado da Pianista Uma pianista procura vingaça contra a mulher que a distraíu durante um teste para o conservatório                                        |
| Trantasia                                                           | Jeremy Stanford                                                | EUA                                 | Documentário                               | Erica Andrews, Cassandra Cass, Mimi Marks, Maria Roman, Tiara Russell, Dorae Saunders                                                    | Segue um concurso de beleza trans que se baseia nas fantasias hollywoodianas de feminilidade                                                                       |
| The Trouble With Gay Men                                            | Maninderpal Sahota                                             | Reino Unido                         | Documentário                               | Simon Fanshawe, Graham Norton | Critica a superficialidade da comunidade gay |
| True True Lie                                                       | Eric Styles                                                    | Reino Unido                         | Suspense                                   | Jaime King, Lydia Leonard, Jason Durr, Annabelle Wallis, Yasmin Paige, Camille Solari                                                    | Após passar 12 anos em um hospício, uma mulher descobre que os eventos que levaram à sua estadia não foram imaginação                                              |
| Tu vida en 65'                                                      | María Ripoll                                                   | Espanha                             | Drama                                      | Javier Pereira, Oriol Vila, Marc Rodríguez, Núria Gago                                                                                   | [ 255 ] |
| Twilight Dancers                                                    | Mel Chionglo                                                   | Filipinas                           | Drama                                      | Tyron Perez, Allen Dizon, Lauren Novero, Cherry Pie Picache, Terence Baylon, Ana Capri                                                   | O último filme da trilogia sobre os Macho Dancers, strippers masculinos de Manila, depois de Midnight Dancers e Burlesk King                                       |
| The Two Cubas                                                       | Carolina Valencia                                              | EUA                                 | Documentário                               | Jose Luis, Jose Rodriguez | Segue dois amigos gays vivendo em Cuba; um dançarino profissional e um guia turístico                                                                              |
| Účastníci zájezdu                                                   | Jiří Vejdělek                                                  | República Checa                     | Comédia                                    | Anna Polívková, Ondrej Kovaľ, Bohumil Klepl, Eva Holubová, Jaromír Nosek, Adrian Jastraban                                               | Segue um ônibus cheio de pessoas completamente diferentes à caminho de suas férias                                                                                 |
| Unfolding Florence: The Many Lives of Florence Broadhurst           | Gillian Armstrong                                              | Austrália                           | Documentário, Drama                        | Judi Farr, Felicity Price, Hannah Garbo, Robert Lloyd-Lewis, Phyllis Nicholson, Ted Bettiens                                             | Docudrama sobre a vida da pintora e designer australiana Florence Broadhurst                                                                                       |
| Vacationland                                                        | Todd Verow                                                     | EUA                                 | Drama                                      | Brad Hallowell, Gregory J. Lucas, Hilary Mann, Jennifer Stackpole, Mindy Hofman, Charles Ard                                             | Um jovem apaixonado por seu melhor amigo vira colega de quarto de um artista mais velho, e os dois acabam se aproximando                                           |
| Vampire Diary                                                       | Mark James, Phil O'Shea                                        | Reino Unido                         | Terror, Drama                              | Anna Walton, Morven Macbeth, Jamie Thomas King, Kate Sissons, Justin McDonald, Keith-Lee Castle                                          | Ao filmar um documentário, uma cineasta conhece uma mulher que diz ser uma vampira                                                                                 |
| Vapid Shallow Models Must Die                                       | Michael Haboush                                                | EUA                                 | Terror, Comédia                            | Mark Studner, Stephen Molinaro, Jason North, Tiffani-Amber DiGrazia, Adam Winchell                                                       | Um fotógrafo feio se vinga dos maus tratos que sofreu ao matar modelos masculinos                                                                                  |
| A Very Serious Person                                               | Charles Busch                                                  | EUA                                 | Drama                                      | Polly Bergen, Charles Busch, Dana Ivey, Julie Halston, Carl Andress, P.J. Verhoest                                                       | Um garoto obcecado por musicais antigos tem como mentor um dinamarquês gay                                                                                         |
| The Veteran                                                         | Sidney J. Furie                                                | EUA                                 | Guerra, Drama                              | Ally Sheedy, Bobby Hosea, Michael Ironside, Colin Glazer, Casper Van Dien, Donald Burda                                                  | [ 264 ] |
| Vier Fenster                                                        | Christian Moris Müller                                         | Alemanha                            | Drama                                      | Theresa Scholze, Thorsten Merten, Margarita Broich, Frank Droese, Alma Leiberg, Sandra Nedeleff                                          | Dividido em quatro partes, examina as mentes de quatro membros de uma não-tão-típica família alemã                                                                 |
| Vier Minuten                                                        | Chris Kraus                                                    | Alemanha                            | Drama                                      | Monica Bleibtreu, Hannah Herzsprung, Sven Pippig, Richy Müller                                                                           | trad. Quatro Minutos Uma pianista idosa lésbica ensina uma jovem presidiária                                                                                       |
| V.O.                                                                | William E. Jones                                               | EUA                                 | Experimental                               | | Intercala imagens de filmes pornográficos gays dos anos 70 e 80 com cenas de filmes europeus para criar uma narrativa de amor gay                                  |
| La voce di Pasolini                                                 | Matteo Cerami, Mario Sesti                                     | Itália                              | Documentário                               | Toni Servillo | Uma leitura de textos de Pier Paolo Pasolini acompanhada de imagens de arquivo retratando a história da Itália desde a Segunda Guerra                              |
| Wedding Wars                                                        | Jim Fall                                                       | EUA                                 | Comédia, Romance                           | John Stamos, Eric Dane, Bonnie Somerville, Sean Maher, Rosemary Dunsmore                                                                 | trad. Guerras de Casamentos Os gays dos Estados Unidos entram em greve quando um governador se recusa a legalizar o casamento gay                                  |
| When Darkness Falls                                                 | Rohan Spong                                                    | Austrália                           | Mistério, Crime, Drama                     | Sarah Bollenberg, Elizabeth Sandy, Natalie Bassingthwaighte, Katy Manning, Olivia Crang                                                  | Na década de 40, uma detetive particular lésbica é suspeita de assassinato e tem dois dias para limpar seu nome                                                    |
| When Darkness Falls                                                 | Jeff London                                                    | EUA                                 | Terror                                     | Seth Adams, Matt Austin, Mike Dolan, Ron Petronicolos, Ron Petronicolos                                                                  | Composto por dois segmentos de terror gay |
| Wild Tigers I Have Known                                            | Cam Archer                                                     | EUA                                 | Drama                                      | Malcolm Stumpf, Patrick White, Max Paradise, Fairuza Balk, Kim Dickens, Tom Gilroy                                                       | trad. Tigres Selvagens Um garoto de 13 anos descobre sua sexualidade enquanto se acostuma a viver com sua mãe solteira                                             |
| With You!                                                           | Yaniv Dabach                                                   | EUA                                 | Documentário                               | | Segue o primeiro time de rugby gay de Nova Iorque |
| World’s Biggest Penis                                               | Simon Kerslake                                                 | Reino Unido                         | Documentário                               | Jonah Falcon | Os homens com os maiores pênis do mundo revelam o lado ruim da anatomia deles                                                                                      |
| Wrestling with Angels: Playwright Tony Kushner                      | Freida Lee Mock                                                | EUA                                 | Documentário                               | Firdous Bamji, Bill Camp, Harrison Chad, Jay Charan, Linda Emond, David Marshall Grant                                                   | Sobre a vida pessoal e política do dramaturgo Tony Kushner |
| Wristcutters: A Love Story                                          | Goran Dukić                                                    | Reino Unido, EUA, Croácia           | Fantasia, Comédia, Drama                   | Shea Whigham, Shannyn Sossamon, Tom Waits, Leslie Bibb, Patrick Fugit, Will Arnett                                                       | |
| Yeti: A Love Story                                                  | Adam Deyoe, Eric Gosselin                                      | EUA                                 | Comédia, Terror                            | Adam Malamut, Joe Mande, Laura Glascott, Laura Glascott, Loren Mash                                                                      | Cinco universitários batalham contra um culto maléfico e um yeti gay                                                                                               |
| The Young, the Gay and the Restless                                 | Joe Castro                                                     | EUA                                 | Comédia, Drama                             | Caleb Campbell, Holly Karrol Clark, Chris Brown, Kaycee                                                                                  | Uma diva rica descobre que tem uma doença terminal e reúne sua família e amigos para decidir quem ficará com sua fortuna                                           |
| Young, Jewish, and Left                                             | Michael Konnie Chameides                                       | EUA                                 | Documentário                               | Arthur Waskow, Micah Bazant, Lena Broderson, Julia Caplan, Yonah Diamond, Nava Etshalom                                                  | Uma opinião construtiva sobre raça, sexualidade, zionismo, espiritualidade, resistência, justiça, e libertação                                                     |
| Yours Emotionally!                                                  | Sridhar Rangayan                                               | Reino Unido                         | Drama, Romance                             | Premjit, Jack Lamport, Prateek Gandhi, Ikhlaq Khan, Ajai Rohilla                                                                         | Dois ingleses viajam para a Índia, onde conhecem um casal gay juntos à 20 anos e um deles se apaixona por um nacionalista comprometido                             |
| Zsazsa Zaturnnah Ze Moveeh                                          | Joel Lamangan                                                  | Filipinas                           | Fantasia, Comédia                          | Rustom Padilla, Zsa Zsa Padilla, Chokoleit, Alfred Vargas, Pops Fernandez, Pauleen Luna                                                  | Um homem gay dono de um salão de jogos e seu assistente acabam virando super-heróis                                                                                |